# Oscar da Silva
Oscar Leon da Silva (Múnich, 21 de septiembre de 1998) es un baloncestista alemán que pertenece a la plantilla del Bayern de Múnich de la Basketball Bundesliga. Con 2,06 metros de estatura, juega en la posición de ala-pívot. Es hermano del también baloncestista profesional Tristan da Silva.

## Trayectoria deportiva

### Primeros años y universidad
El jugador alemán, de origen brasileño, nació en Múnich y se formó en las categorías inferiores del Ludwig Gymnasium de Múnich y del MTSV Schwabing. En 2017, ingresó en la Universidad Stanford donde jugó cuatro temporadas con los Stanford Cardinal desde 2017 a 2021.

### Profesional

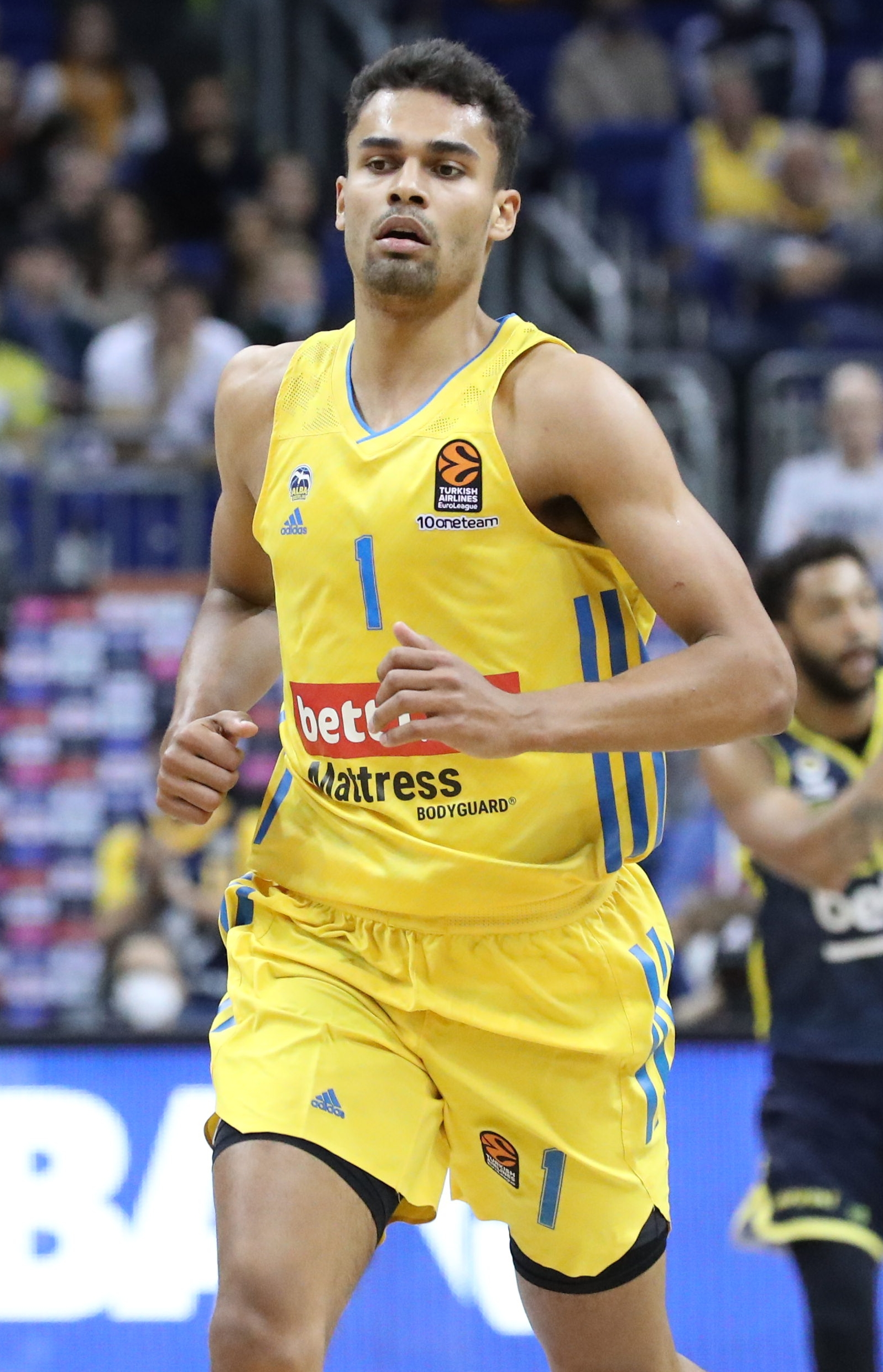
Oscar da Silva con el ALBA Berlín en 2021.

Tras no ser elegido en el Draft de la NBA de 2021 firmó su primer contrato profesional en Alemania. El 24 de marzo de 2021, se confirmó su fichaje por MHP Riesen Ludwigsburg de la Basketball Bundesliga.
En verano de 2021, disputaría la Liga de verano de la NBA con los Oklahoma City Thunder.
El 30 de septiembre de 2021, firma por el ALBA Berlín de la Basketball Bundesliga por tres temporadas. En la temporada 2021-22 promedia 10,2 puntos, 4,3 rebotes, 1,0 asistencias y 1,0 robos en 74 partidos disputados entre BBL y Euroliga.
El 11 de julio de 2022, ficha por el FC Barcelona para las tres próximas temporadas.
El 4 de julio de 2024 firmó un contrato por tres temporadas con el Bayern de Múnich de la Basketball Bundesliga.

### Selección nacional
En 2016 jugó el Torneo Albert Schweitzer y el Campeonato Europeo de Baloncesto Masculino Sub-18 con la selección de Alemania. Al año siguiente participó del Campeonato Mundial de Baloncesto Sub-19 de 2017, disputado en Egipto.
En agosto de 2023 hizo su debut con la selección absoluta.
Entre julio y agosto de 2024 fue parte de la selección absoluta de Alemania, que disputó los Juegos Olímpicos de París, finalizando en cuarta posición, tras perder la final de consolación ante Serbia.